# Pitar fulminatus
Pitar fulminatus är en musselart som först beskrevs av Menke 1828.  Pitar fulminatus ingår i släktet Pitar och familjen venusmusslor. Inga underarter finns listade i Catalogue of Life.